# Leucochrysa kotzbaueri
Leucochrysa kotzbaueri är en insektsart som först beskrevs av Luisa Eugenia Navas 1926.  Leucochrysa kotzbaueri ingår i släktet Leucochrysa och familjen guldögonsländor. Inga underarter finns listade i Catalogue of Life.